# Herrschaft Wädenswil

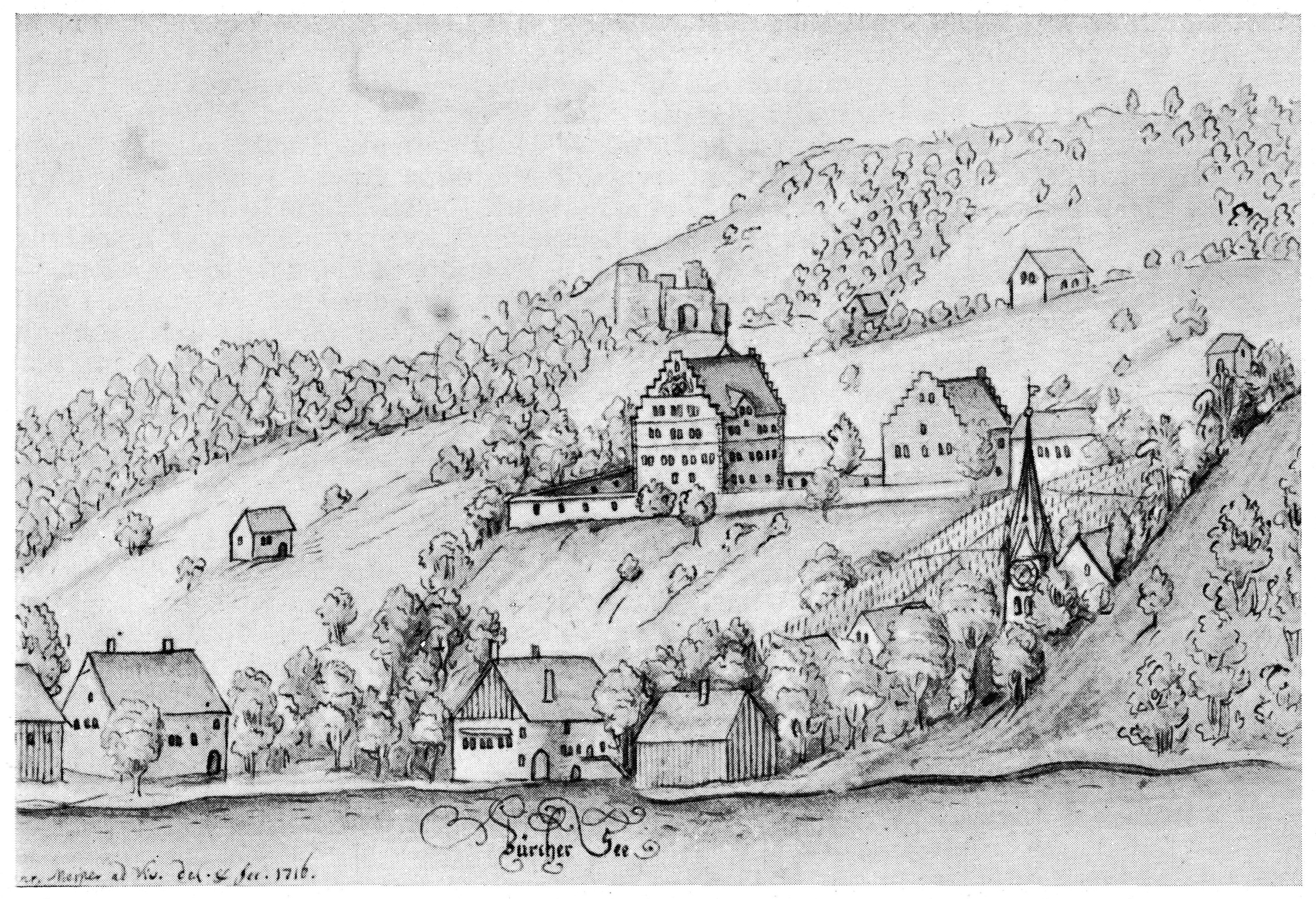
Wädenswil mit dem Zürcher Landvogteischloss Neu-Wädenswil im Mittelgrund und der Ruine der Freiherren- und Johanniterburg Alt-Wädenswil im Hintergrund (1716)

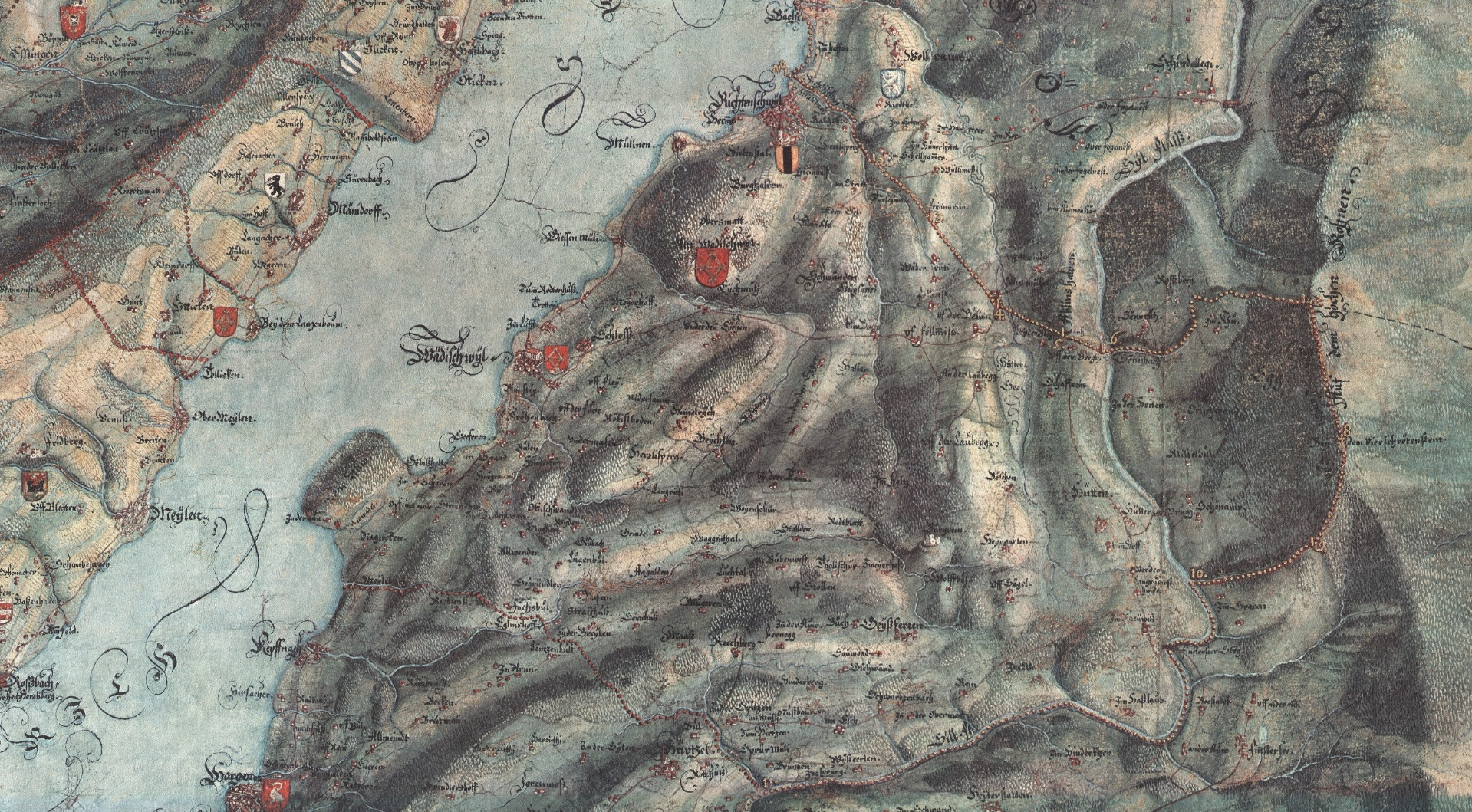
Zürcher Landeskarte von Hans Conrad Gyger mit dem Grenzverlauf der Herrschaft Wädenswil links und rechts des Zürichsees (1667)

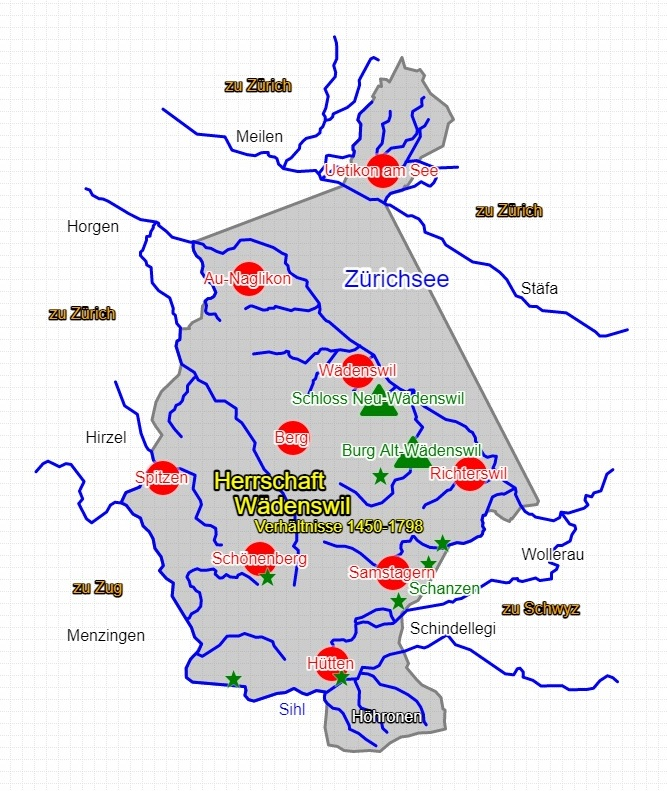
Übersichtskarte der Herrschaft Wädenswil

Die Herrschaft Wädenswil war im Mittelalter ein zeitweise eigenständiges, reichsunmittelbares Staatswesen und in der Frühen Neuzeit eine Landvogtei von Zürich. Das Territorium der Herrschaft bis 1798 bestehenden umfasste mehrere heutige Gemeinden rund um Wädenswil am oberen Zürichsee. Heute gehört das Gebiet zum Schweizer Kanton Zürich.

## Geographie
Schwerpunkt der Herrschaft war das Gebiet um Wädenswil am südlichen oberen Zürichseeufer. Der Grenzverlauf orientierte sich über weite Strecken an «natürlichen» Grenzen: Mülibachtobel, Hüttnersee, Rossberg, Höhronen, Sihl, Aabach, Meilibach, Zürichsee. Ebenfalls zur Herrschaft gehörte das am gegenüberliegenden Seeufer situierte Dorf Uetikon am See, dessen Territorium vom See bis zur Krete des Pfannenstils reichte.
| Ortschaft        | Pfarrei                                                                                            | heutige Gemeinde | heutiger Bezirk |
| ---------------- | -------------------------------------------------------------------------------------------------- | ---------------- | --------------- |
| Richterswil      | St. Martin, Richterswil                                                                            | Richterswil      | Bezirk Horgen   |
| Samstagern       | St. Martin, Richterswil                                                                            | Richterswil      | Bezirk Horgen   |
| Hütten           | St. Martin, Richterswil (1496 Filialkapelle, 1703 Anschluss an die neue Kirchgemeinde Schönenberg) | Wädenswil        | Bezirk Horgen   |
| Schönenberg      | St. Maria, Wädenswil (1703 eigene Kirche und Gemeinde)                                             | Wädenswil        | Bezirk Horgen   |
| Wädenswil        | St. Maria, Wädenswil                                                                               | Wädenswil        | Bezirk Horgen   |
| Wädenswiler Berg | St. Maria, Wädenswil                                                                               | Wädenswil        | Bezirk Horgen   |
| Au-Naglikon      | St. Maria, Wädenswil                                                                               | Wädenswil        | Bezirk Horgen   |
| Spitzen          | St. Maria, Wädenswil (1618 Anschluss an die neue Kirchgemeinde Hirzel)                             | Horgen           | Bezirk Horgen   |
| Uetikon am See   | St. Martin, Meilen (1423 Filialkapelle, 1683 eigene Kirchgemeinde)                                 | Uetikon am See   | Bezirk Meilen   |

## Geschichte

### Hochmittelalter: Freiherrschaft (bis 1287)

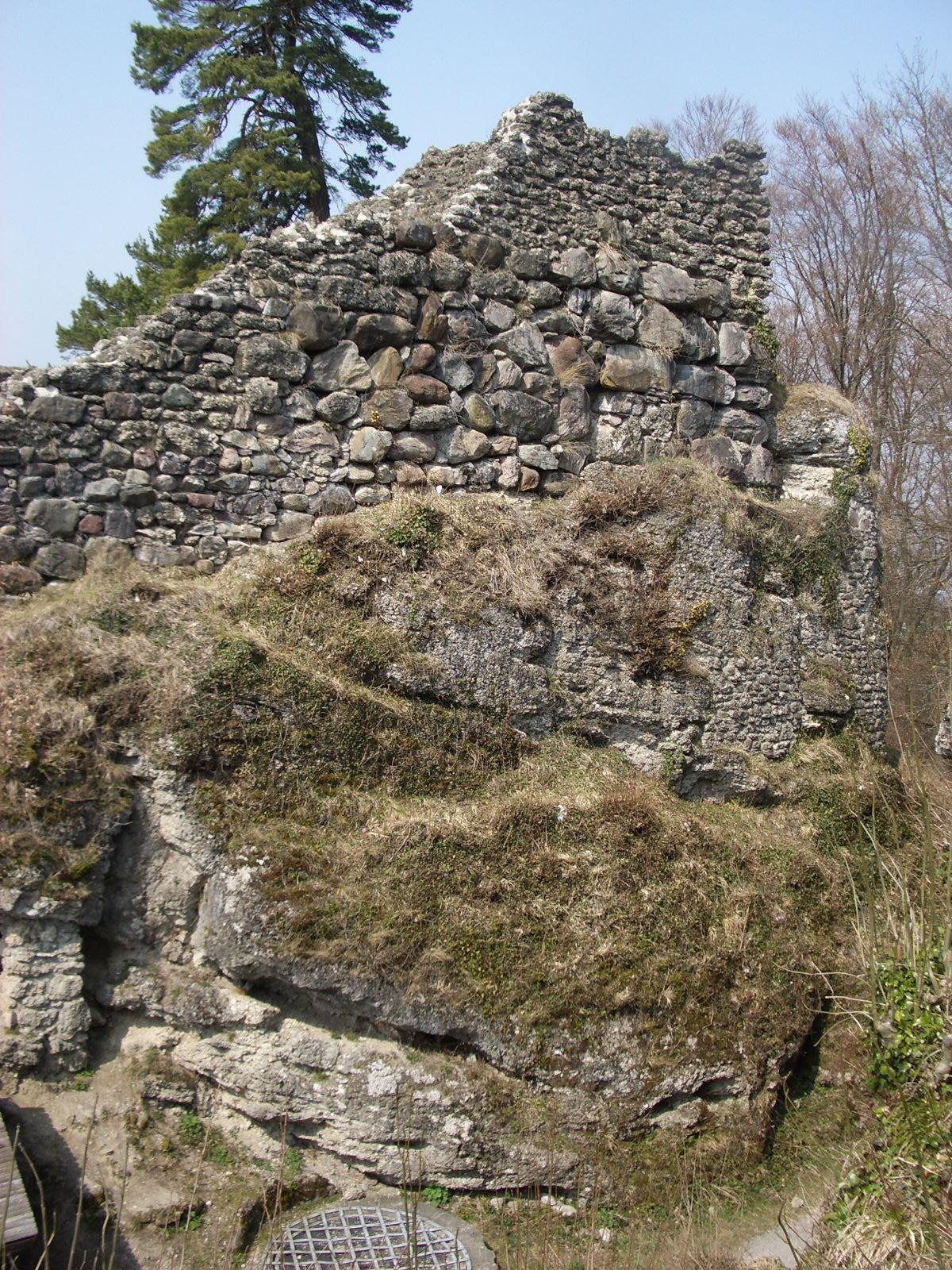
Freiherrenturm der Burg Alt-Wädenswil

Die frühmittelalterlichen Herrschaftsverhältnisse sind unklar. Die Freiherrschaft dürfte zwischen dem 9. und 11. Jahrhundert entstanden sein, ursprünglich womöglich als Erblehen der Abtei Einsiedeln, der Fraumünsterabtei oder der Reichsvogtei Zürich. Kirchlich dürften sich die Gründungen St. Marien in Wädenswil und St. Martin in Richterswil bereits im 8. Jahrhundert von der Mutterpfarrei St. Peter in Zürich abgepfarrt haben. Im 13. Jahrhundert erscheinen sie in den Quellen als Eigenkirchen der Freiherren von Wädenswil.
Die erste urkundliche Erwähnung Wädenswils stammt aus der auf 1130 rückdatierten Stiftungsurkunde des Klosters Fahr, die als Zeugen unter anderem «Waldhere de uvadensuvilere & fr[atre]s ei Eberhart, Burchart» nennt. Walter, Eberhart und Burchart sind somit die ältesten bezeugten Freiherren von Wädenswil. Diese waren nicht nur Landesherren und somit Inhaber der Blutgerichtsbarkeit, sondern in Teilen des Territoriums auch Grundherren, Gerichtsherren sowie Kollaturherren der beiden Pfarrkirchen.
Die Freiherren residierten in der Burg Alt-Wädenswil auf einer bewaldeten Anhöhe zwischen Wädenswil und Richterswil. Sie war strategisch günstig gelegen und erlaubte es, die Umgebung und den Zürichsee zu überblicken. Die Burg bestand unter den Freiherren nur aus einem einfachen Wohnturm. Vermutlich wurde dieser im 13. Jahrhundert errichtet – die älteste überlieferte Erwähnung als castrum stammt von 1287.
Freiherren von und zu Wädenswil
- Walter, Eberhart und Burchart (erwähnt 1130)
- Rudolf I. (erwähnt 1188)
- Rudolf II. (erwähnt 1217, † 1240)
- Rudolf III. (erwähnt 1233, † 1300)

Rudolf III. hatte mehrere Töchter, aber keinen Sohn. Aufgrund der patrilinearen Erbfolge erlosch mit ihm die Zürcher Linie derer von Wädenswil. Daher verkaufte der betagte Freiherr bereits 1287 Burg und Herrschaft Wädenswil an die Johanniterkomturei Bubikon, mit der Bedingung, bis zu seinem Tode in der Burg wohnen zu dürfen.
Freiherren von Wädenswil zu Rotenfluh-Unspunnen
Rudolf II. war mit Uta von Rothenfluh-Unspunnen verheiratet. Seine Söhne Walter und Konrad übernahmen diese Herrschaft im Berner Oberland. Die Berner Linie derer von Wädenswil erlosch im 15. Jahrhundert.

### Spätmittelalter: Johanniterkomturei (1287–1550)

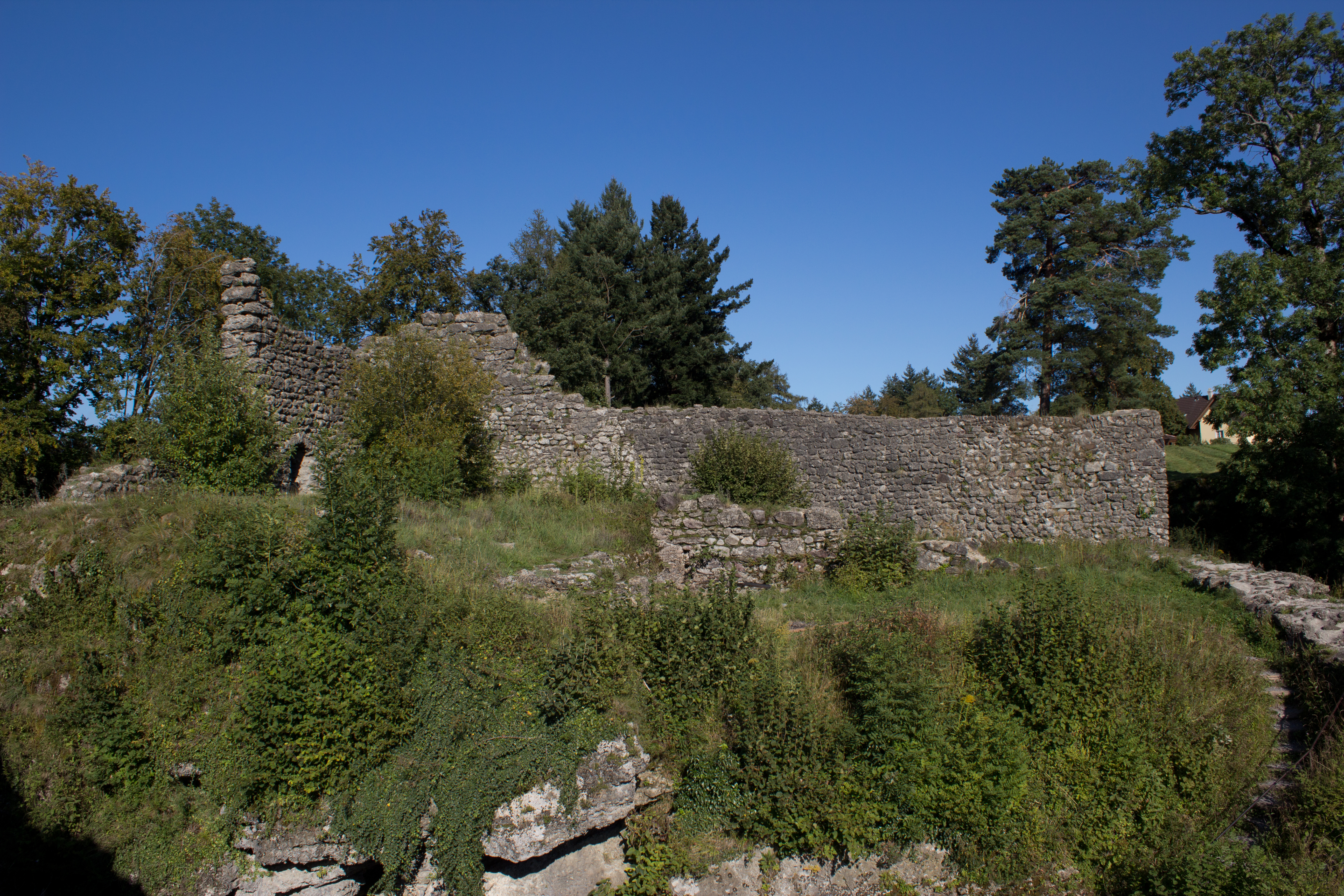
Johanniterhaus der Burg Alt-Wädenswil

1287 erwarb die Johanniterkomturei Bubikon die Herrschaft. Die 1192 gegründete Kommende des aufstrebenden Johanniterordens übte damit die Landesherrschaft aus. Nach dem Tod Rudolfs von Wädenswil am 1. Dezember 1300 richtete Bubikon in der Burg Alt-Wädenswil eine Tochterkomturei ein. Im Jahr 1330 erlangte sie schliesslich durch eine von Meister Rudolf von Masmünster vollzogene Ausscheidung ihre Eigenständigkeit. Der Komtur von Wädenswil wurde demokratisch aus den Mitbrüdern gewählt, stammte jedoch, zumal die Johanniter ein Ritterorden waren, immer aus adeligem Haus.
Noch unter Bubikon erhielt die Burg im frühen 14. Jahrhundert einen Kapellenanbau. Um 1460 wurde ein grosszügiges Palas errichtet, das so genannte Johanniterhaus, und die Burg mit einer von Türmen bewehrten Ringmauer mit Zwinger umgeben. Alt-Wädenswil gilt als grösste Burgruine im Kanton Zürich.
Die Johanniter hatten dank zahlreicher Güter im Herrschaftsgebiet, der Landesherrschaft mit hoher und zum Teil auch niederen Gerichtsbarkeit und den Kollaturrechten an den Kirchen eine weitreichende ökonomische, politische, gerichtliche und kirchliche Macht. In der Regel wurden die Pfarrämter durch Priester aus der eigenen Ordensgemeinschaft besetzt. Auch die Grundherrschaft wurde im Laufe der Jahrzehnte weiter ausgebaut. Nach der kurzfristigen Kontrolle durch die Komturei Bubikon 1287–1330 war die Herrschaft Wädenswil nun bis 1549 wieder ein weitgehend eigenständiges Staatswesen unter der Herrschaft der Johanniterkomturei.

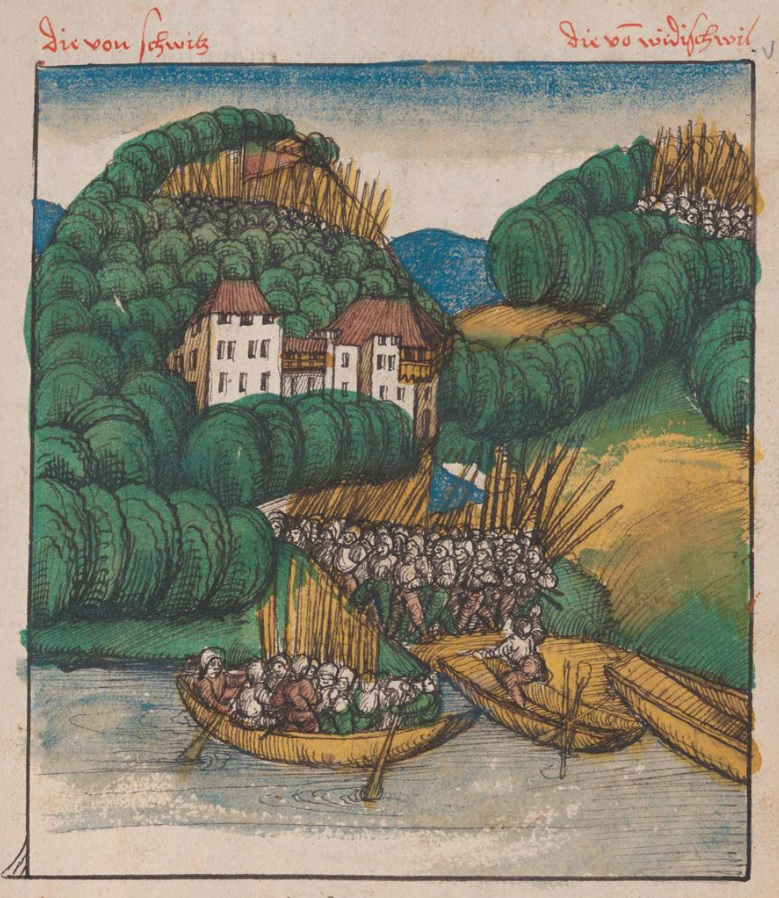
Zürich demonstrierte seine Herrschaftsansprüche bereits 1468 in einem Steuerstreit mit Besetzung der Burg (um 1500)

Im Verlauf des 15. Jahrhunderts erfolgte eine zunehmende Bindung an die Stadt Zürich. Bereits 1342 schloss die Komturei einen Burgrechtsvertrag mit Zürich, der eine militärische Gehorsamspflicht, eine Steuerpflicht und eine Anerkennung Zürichs als Gerichtsstand in Streitfragen festlegte. Ab 1402 trieb die Stadt Zürich auch bei den Dorfleuten von Wädenswil Steuern ein. Trotz Burgrecht gelang es der Komturei, sich im Alten Zürichkrieg, der in den umliegenden Gebieten tobte, neutral zu verhalten. Die Dorfbevölkerung strebte zunehmend nach politischen und ökonomischen Freiheiten und wandte sich im Verlauf des 15. Jahrhunderts zunehmend von der restriktiven Herrschaft der Komturei ab. Dies verschärfte sich mit der von Zürich ausgehenden Reformation, die 1529 in Wädenswil und Richterswil angenommen wurde. Gleichzeitig verschuldete sich die Komturei Wädenswil, und der Orden wurde in die Reformationswirren verstrickt.
1548 beschloss Georg Schilling von Cannstatt, dem Rat von Zürich die Herrschaft zum Kauf anzubieten. Dieser stimmte zu, nachdem er die Kaufsumme von 32'000 auf 20'000 Gulden heruntergehandelt hatte. Rechtskräftig und vollzogen wurde der Verkauf erst 1550.

### Frühe Neuzeit: Zürcher Landvogtei (1550–1798)

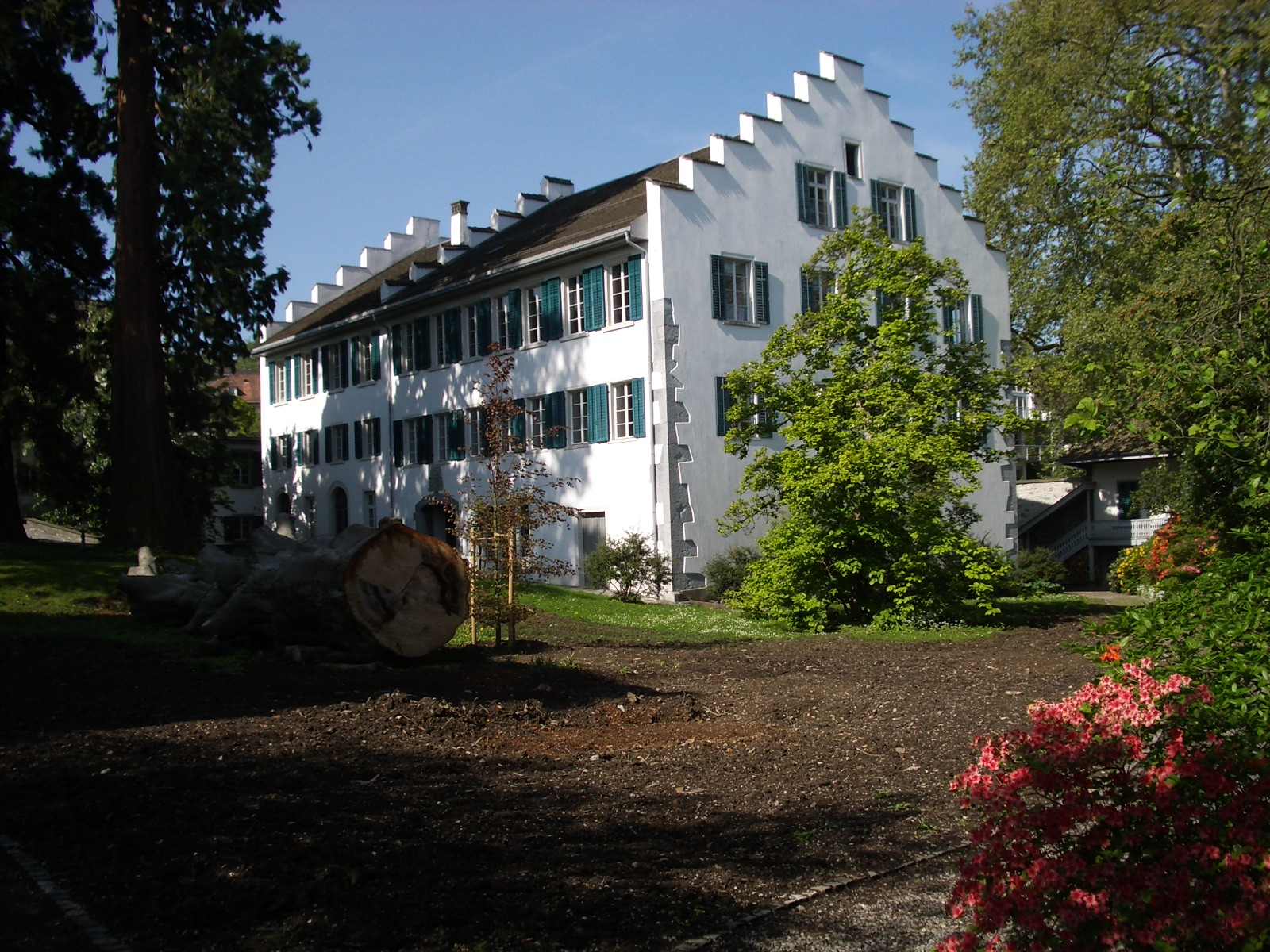
Zehntentrotte von 1555 im Schloss Neu-Wädenswil

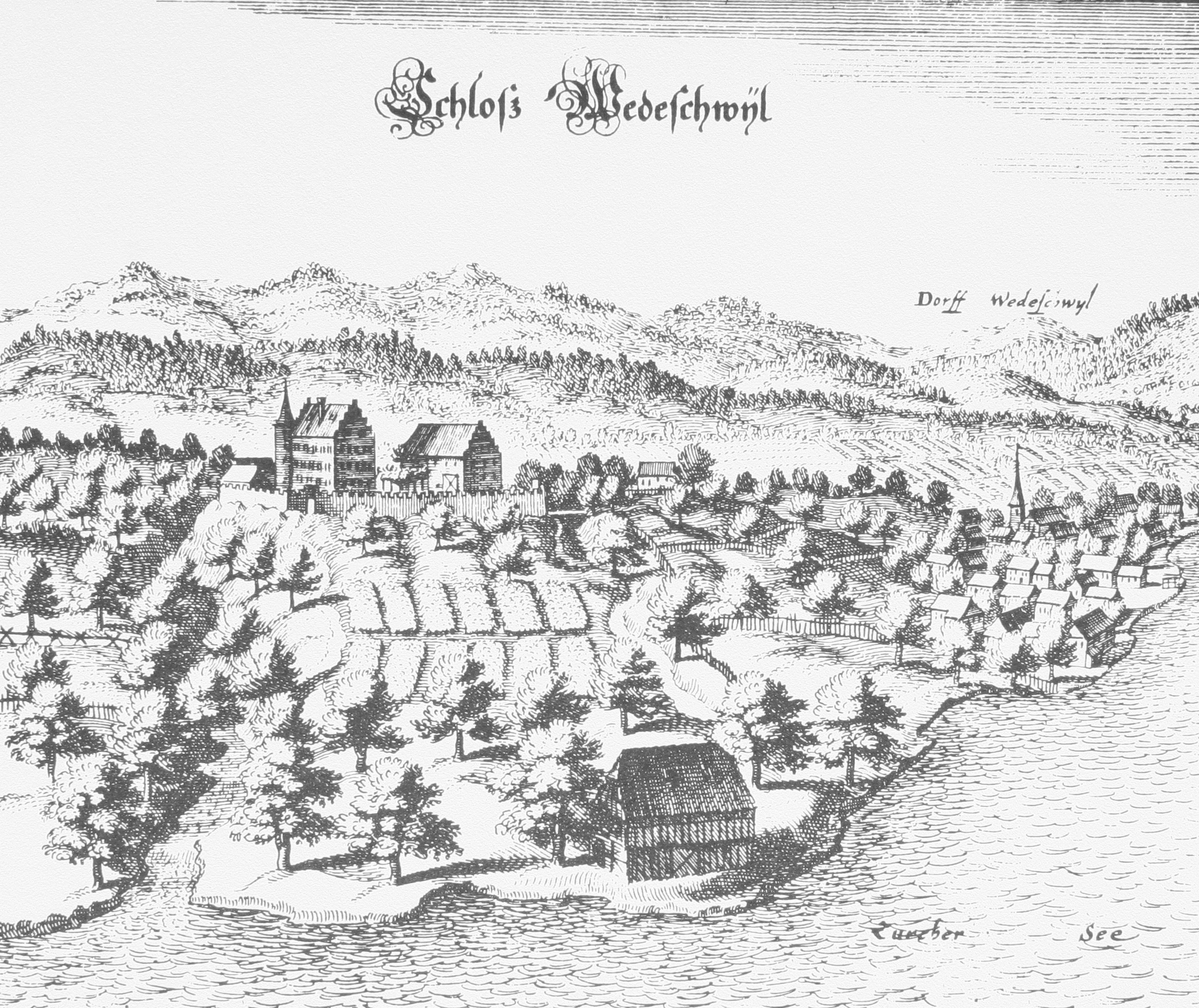
Schloss Wädenswil, Stich von Matthäus Merian, 1642

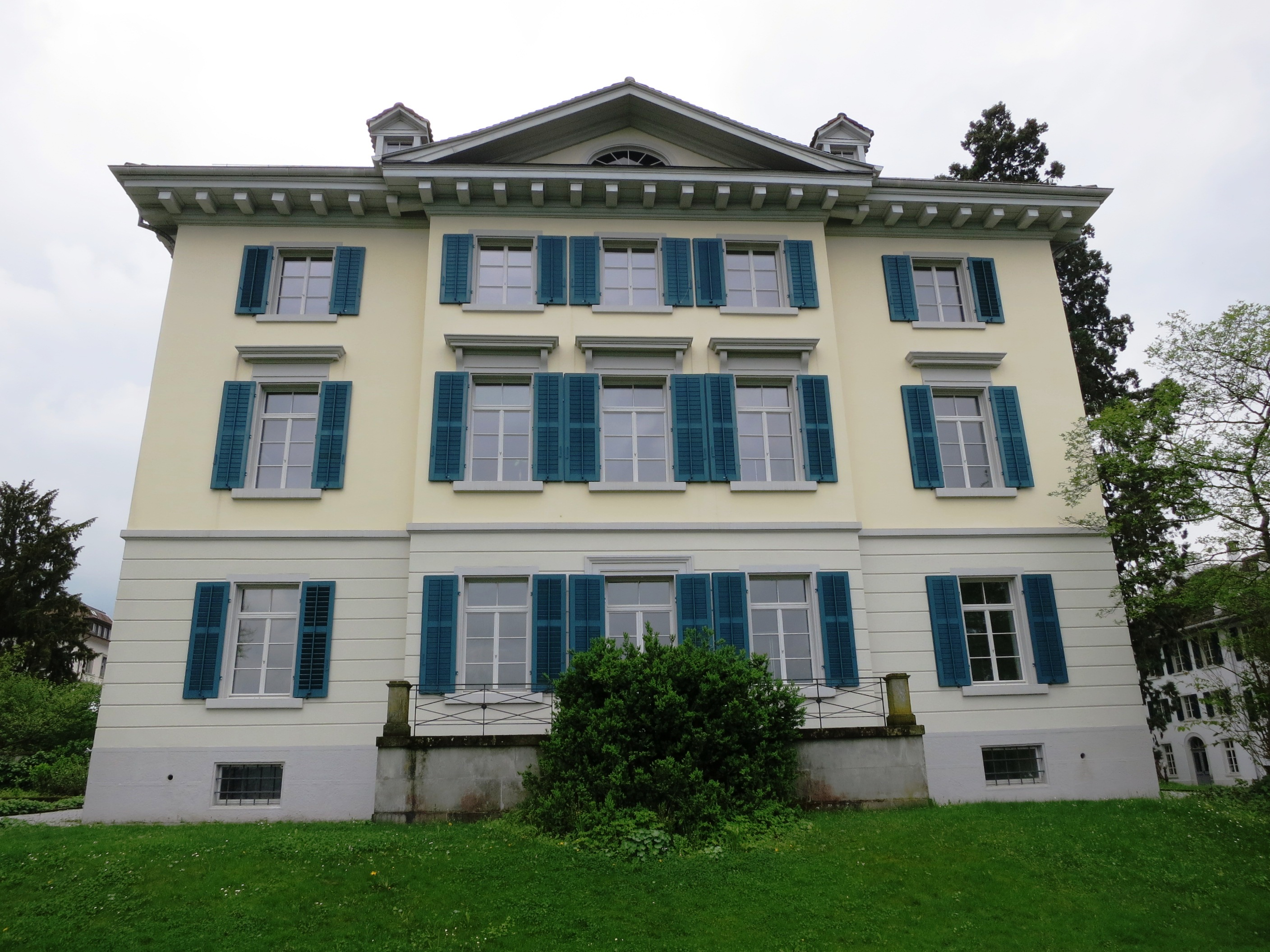
Hauptgebäude von 1816 im Schloss Neu-Wädenswil

Mit der Herrschaft Wädenswil verzeichnete die Stadt Zürich einen ansehnlichen Zuwachs ihres Territoriums und militärisch-strategischen Einflussbereichs. Zur Herrschaft gehörten laut Kaufvertrag auch die Burg samt Nebengebäuden, die Dörfer Wädenswil, Richterswil und Uetikon, die hohe und niedere Gerichtsbarkeit, das Mannschaftsrecht, das Besteuerungsrecht und die Grundzins- und Zehntrechte. Unerwähnt ebenfalls an Zürich übertragen wurde das Kollaturrecht der Kirchen. Die dem «alten Glauben» zugehörigen Zentralschweizer Stände protestierten zunächst gegen diesen Kauf Zürichs und den damit verbundenen Machtzuwachs. Sie stimmten dem Kauf jedoch 1550 unter der Bedingung zu, dass die gefährlich nahe an der politischen und konfessionellen Grenze zum Kanton Schwyz gelegene Burg geschleift werde.
Auf einer Anhöhe oberhalb von Wädenswil liess der Zürcher Rat 1551–1555 das Schloss Neu-Wädenswil errichten, denn ein Verwaltungsgebäude gestatteten die eidgenössischen Bündnispartner Zürichs. Noch vor dem Ersten Villmergerkrieg 1656 wurde das Schloss, entgegen den Vereinbarung, zur Festung ausgebaut und bis zum Zweiten Villmergerkrieg weiter befestigt. Da die Herrschaft Wädenswil an der politisch-konfessionellen Grenze zu den eidgenössischen Orten Schwyz und Zug lag, kam es in beiden Kriegen zu Gefechten und Zerstörungen. Mittels einer Kette von Schanzen an der Grenze versuchte die Zürcher Militärführung 1712, die feindlichen Truppen zurückzuhalten.
Politisch wurde die Herrschaft Wädenswil unter Zürich zu einer Landvogtei. Im Gegensatz zu den stadtnahen Territorien, den Obervogteien, verfügten die Landvogteien über repräsentative Verwaltungsbauten, in denen die Landvögte residierten. Es handelte sich dabei stets um angesehene Stadtzürcher Bürger und Ratsmitglieder. Der erste Landvogt etwa war der Patrizier Bernhard von Cham. Der Landvogt hatte neben administrativen und fiskalischen Pflichten weitreichende Herrschafts- und Gerichtskompetenzen: So übte er an den Landtagen, den politisch-gerichtlichen Versammlungen der Bevölkerung, die Hohe Gerichtsbarkeit aus. Die Einbindung der Bevölkerung über die Landtage und die der dörflichen Oberschicht entstammenden Untervögte war ein zentrales Herrschaftsinstrument. Die Dorf- und Kirchgemeinden konnten in vielen Fragen autonom operieren, auch wenn ihre Einwohner Untertanen Zürichs waren. Obwohl der Landvogt in erster Linie ein Beamter des Zürcher Rats und keineswegs immer von Adel war, war seine Herrschaft mit der für die Barockzeit typischen Lebensweise von Adeligen verbunden: Repräsentation (Schloss, nobler Prunksitz in der Kirche Wädenswil, eigener Hofstaat, rauschende Feste).
Die Verwaltung verlief nicht immer reibungslos. 1646 lehnt sich die Bevölkerung Wädenswil im so genannten «Wädenswiler Handel» gegen eine zusätzliche Besteuerung durch Zürich auf. Der Rat reagierte auf den passiven und angedrohten aktiven Widerstand mit der Entsendung einer militärischen Schutzstaffel und der Hinrichtung der Rädelsführer. Das Verhältnis blieb auch im 18. Jahrhundert gespannt. Die Französische Revolution ab 1789 und der Stäfnerhandel 1795 befeuerten den Willen der Herrschaftsleute zu mehr Freiheitsrechten. Am 3. April 1798, kurz nach der französischen Invasion in die Eidgenossenschaft, ritten zwanzig Wädenswiler unter Führung eines als Wilhelm Tell verkleideten Einwohners zum Schloss und setzten Landvogt David von Orelli ab.
Neun Tage später war die Herrschaft Wädenswil Geschichte. Das Gebiet wurde in der Helvetischen Republik dem Kanton Zürich zugeschlagen. Die Dörfer wurden als politische Gemeinden neu institutionalisiert und mit Bürgerrechten ausgestattet. Das Gebiet südlich des Sees um Wädenswil wurde dem Bezirk Horgen, das Dorf Uetikon am See dem Bezirk Meilen zugeschlagen. 1804 wurde das Schloss durch einen Volksaufstand auf Vorabend des Bockenkriegs zerstört.

### Nachspiel in der Restaurationszeit: Zürcher Oberamt (1814–1830)
Während der Restauration, also von 1814 bis zum Inkrafttreten der neuen Kantonsverfassung 1830 war Wädenswil erneut Hauptort einer Zürcher Verwaltungseinheit, nämlich des Oberamtes Wädenswil. Dieses umfasste das Gebiet des heutigen Bezirks Horgen. Das Schloss, dessen Hauptgebäude 1816 im klassizistischen Stil neu erbaut wurde, fungierte wiederum als Verwaltungssitz. Mit der alten Herrschaft Wädenswil hatte dieses Oberamt ansonsten weder rechtlich noch territorial wesentliche Gemeinsamkeiten. 1830 wurde im Rahmen der neuen Bezirksgliederung endgültig Horgen als Hauptort festgelegt.

## Wappen

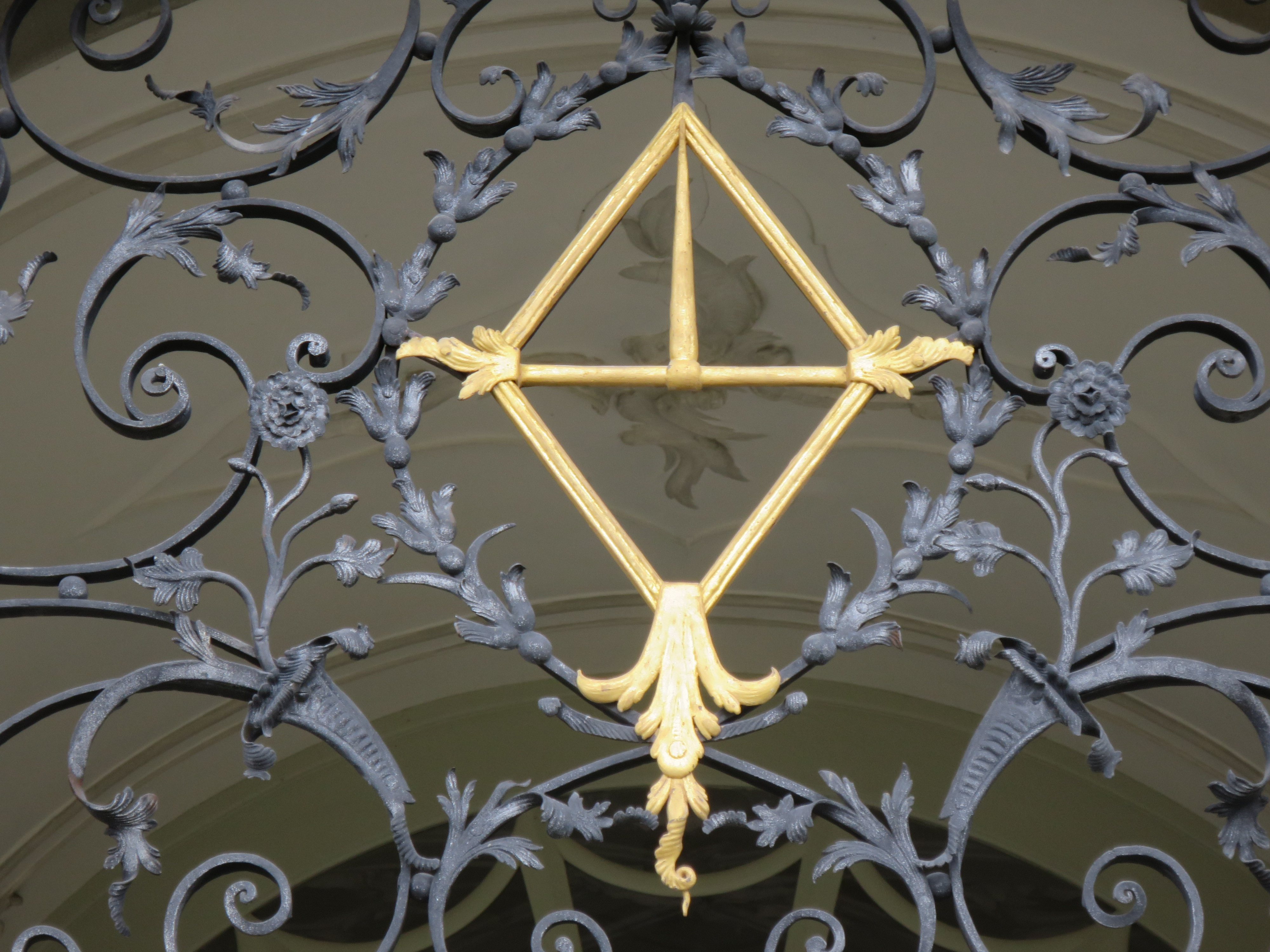
Vergoldetes Wädenswiler Dorf- und Herrschaftswappen am Turmportal der 1767 vollendeten reformierten Kirche

Die Freiherren von Wädenswil führten als Familienwappen eine rautenförmige Schnalle mit Spiess. Die Johanniter und später die Landvögte übernahmen dieses heraldische Motiv für Siegel und Hoheitszeichen. In abgewandelter Form bildet die Schnalle heute das Wappen der Stadt Wädenswil.